# Гуальчос
Гуальчос (ісп. Gualchos) — муніципалітет в Іспанії, у складі автономної спільноти Андалусія, у провінції Гранада. Населення — 4330 осіб (2010).
Муніципалітет розташований на відстані близько 410 км на південь від Мадрида, 50 км на південь від Гранади.
На території муніципалітету розташовані такі населені пункти: (дані про населення за 2010 рік)
- Ель-Ромераль: 1259 осіб
- Кастель-де-Ферро: 2586 осіб
- Гуальчос: 463 особи
- Холукар: 22 особи

## Демографія
Динаміка населення (INE ):

## Галерея зображень

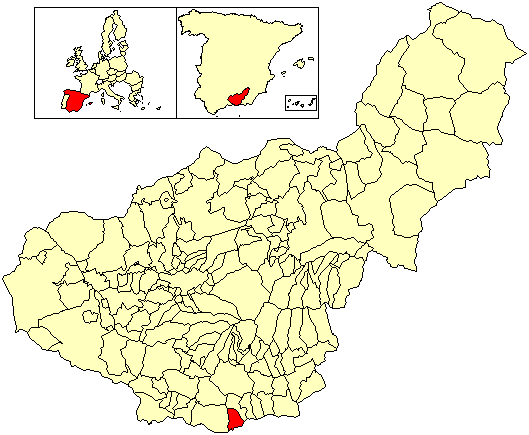
Розташування муніципалітету у провінції Гранада